# Fyllingen Fotball
Fyllingen Fotball was een Noorse voetbalclub uit de stad Bergen. De club fuseerde op 28 september 2011 met Løv-Ham Fotball tot FK Fyllingsdalen.
De club werd in 1915 opgericht als Fyllingen IL en promoveerde in 1990 voor het eerst naar de hoogste klasse en werd daar 7de op 12 clubs, de bekerfinale werd ook gehaald en verloren tegen Rosenborg BK, doordat die kampioen werden mocht Fyllingen Europees spelen maar verloor in de eerste ronde van Atlético Madrid. Europese wedstrijden worden altijd een seizoen later spelen en in 1991 degradeerde de club naar de 2de klasse. Fyllingen kon wel terugkeren maar degradeerde prompt terug en slaagde er niet meer in terug te keren.
In 1996 nam de club de naam Fyllingen Fotball aan. In 2011 fuseerde de club met Løv-Ham tot FK Fyllingsdalen.

## Erelijst
- Beker van Noorwegen

Finalist: 1990

## Eindklasseringen
| Seizoen | №  | Clubs | Divisie         | Duels | Winst | Gelijk | Verlies | Doelsaldo | Punten | Tsch  |
| ------- | -- | ----- | --------------- | ----- | ----- | ------ | ------- | --------- | ------ | ----- |
| 1991    | 11 | 12    | Tippeligaen     | 22    | 6     | 7      | 9       | 21–21     | 25     | 3.359 |
| 1992    | 1  | 12    | 1. divisjon (B) | 22    | 16    | 3      | 3       | 54–20     | 51     | ??    |
| 1993    | 12 | 12    | Tippeligaen     | 22    | 4     | 5      | 13      | 21–55     | 17     | 2.421 |
| 1994    | 3  | 12    | 1. divisjon (2) | 22    | 12    | 5      | 5       | 45–25     | 41     | ??    |
| 1995    | 9  | 12    | 1. divisjon (1) | 22    | 4     | 8      | 10      | 33–45     | 20     | ??    |
| 1996    | 12 | 12    | 1. divisjon (2) | 22    | 3     | 5      | 14      | 28–60     | 14     | ??    |
| 1998    | 1  | 12    | 2. divisjon (5) | 22    | 17    | 4      | 1       | 69–23     | 55     | ??    |

## Fyllingen in Europa
#R = #ronde, T/U = Thuis/Uit, W = Wedstrijd, PUC = punten UEFA coëfficiënten .
Uitslagen vanuit gezichtspunt Fyllingen Fotball
| Seizoen | Competitie   | Ronde | Land            | Club            | Totaalscore | 1e W    | 2e W    | PUC |
| ------- | ------------ | ----- | --------------- | --------------- | ----------- | ------- | ------- | --- |
| 1991/92 | Europacup II | 1R    | Vlag van Spanje | Atlético Madrid | 2-8         | 0-1 (T) | 2-7 (U) | 0.0 |

## Bekende (oud-)spelers
- Erik Huseklepp